# Lương Quang Liệt
Lương Quang Liệt (chữ Hán: 梁光烈; bính âm: Liáng Guāngliè); sinh năm 1940) là một nhà chính trị Trung Quốc. Ông là Bộ trưởng thứ 10 của Bộ Quốc phòng Cộng hòa Nhân dân Trung Hoa từ năm 2008 đến 2013.

## Tiểu sử
Lương Quang Liệt sinh năm 1940 tại huyện Tam Đài, địa cấp thị Miên Dương, tỉnh Tứ Xuyên, gia nhập quân đội tháng 1 năm 1958 và gia nhập Đảng Cộng sản Trung Quốc tháng 11 năm 1959.
Từ tháng 12 năm 1974 đến năm 1979, ông làm Phó Trưởng phòng Tác chiến Bộ Tư lệnh Quân khu Vũ Hán.
Trong thời gian Chiến tranh biên giới Việt-Trung, ông là tư lệnh phó sư đoàn 58 Quân đoàn 20 , tác chiến trong lực lượng biên phòng của Quân khu Côn Minh.
Năm 1985 ông đảm trách tư lệnh Quân đoàn 20, và là một trong các đơn vị xử lý sự kiện Thiên An Môn 1989 tại Bắc Kinh.
Từ tháng 12/1993 đến tháng 7/1995, ông là Tư lệnh Quân khu Bắc Kinh.
Từ tháng 12 năm 1997 đến tháng năm 1999, ông là tư lệnh của Quân khu Thẩm Dương. Từ tháng 12 năm 1999 đến tháng năm 2002, ông là Tư lệnh Quân khu Nam Kinh và Phó Bí thư Quân ủy Quân khu.
Lương Quang Liệt là Tổng Tham mưu của Quân giải phóng nhân dân Trung Quốc giai đoạn 2002-2007. Ông từng là một Ủy viên Quốc vụ và Bộ trưởng Bộ Quốc phòng. Ngoài ra ông là một thành viên của Ủy ban Quân ủy Trung ương Trung Quốc. Ông cũng là một Ủy viên dự khuyết của Ban Chấp hành Trung ương Đảng Cộng sản Trung Quốc nhiệm kỳ 13 và 14 và Ủy viên Ban Chấp hành Trung ương Đảng Cộng sản Trung Quốc nhiệm kỳ 15, 16 và 17.